# Новиков, Алекс
Александр Александрович Новиков, выступающий под сценическим именем Алекс Новиков (род. 15 апреля 1978, Москва) — российский музыкант, саксофонист и педагог. Лауреат премии «Овация» (2008), Заслуженный артист России (2010).

## Биография
Александр Александрович Новиков родился 15 апреля 1978 в Москве. В 1997 году Александр Новиков с отличием окончил музыкальное Училище им. Гнесиных по специальности «артист оркестра (ансамбля), руководитель творческого коллектива, педагог». В 2002 году — Российскую академию музыки им. Гнесиных.
После учёбы Александр Александрович работал в джазовом оркестре О. Лундстрема, в оркестре московского театра «Эрмитаж» под руководством народного артиста России М. Левитина, участвовал в музыкальных салонах Г. Преображенской и концертах-конкурсах авторской песни имени Андрея Миронова в качестве музыканта-исполнителя.

## Концертная деятельность
Новиков сотрудничает с такими артистами, как: Иосиф Кобзон, Демис Руссос, Надежда Бабкина, Феликс Царикати, Евгений Дога, Елена Терлеева, Джордж Бенсон, Корнелия Манго, певица Иванна, Елена Чарквиани, Андрис Лиепа, Людмила Рюмина, Фрэнсис Гойя, Дмитрий Четвергов.
Крупные музыкальные проекты:
- Дуэт для голоса и саксофона" (спектакль на стихи Иосифа Бродского) — совместный театрально-музыкальный проект с Народным артистом России Михаилом Козаковым;
- Диск «Белая сирень» (2007 г.) — совместно с Народной артисткой России Людмилой Рюминой;
- «Мой мир» (2009 г.) — сольный проект в Московском международном доме музыки (ММДМ);
- «Мелодии любви. Избранные хиты XX века» (2009 г.) — сольный проект в Московском международном доме музыки (ММДМ);
- «Алекс Новиков и Френсис Гойа» (2009 г.) — совместный проект в Московском международном доме музыки (ММДМ);
- «Джордж Бенсон и Алекс Новиков» (2009 г.) — совместный проект в Государственном Кремлёвском дворце;
- «SAX в большом городе» (2010 г.) — сольный проект с участием ведущих артистов в ММДМ и Концертном зале им. Чайковского;
- «Волшебство в Рождество» (2010 г.) — сольный проект в Московском международном доме музыки (ММДМ);
- «В середине весны» (2011 г.) — сольный проект в Московском международном доме музыки (ММДМ);
- «Баллада летящего снега» (2011 г.) — сольный проект в Московском международном доме музыки (ММДМ).

- Алекс Новиков
- С Джорджем Бенсоном
- С Михаилом Козаковым
- С Еленой Терлеевой
- Геликон

## Звания и награды
1. Заслуженный артист России — 1995 — …За заслуги в области искусства…[2]
2. Лауреат Международного конкурса «Овация», «Николай Рубинштейн и московская композиторская школа» и «Всероссийской Артиады»

## Пресса
1. Алекс Новиков: «Играю джаз и с Бабкиной, и с Бенсоном!..»
2. Алекс Новиков: «Судить не мне, а зрителям!..». Журнал «Дети Ра» № 7 (57), 2009
3. Газета «Литературные известия» № 13 (17), 2009
4. «Саксофон навсегда». Газета «Московский литератор» № 13, 2009
5. «Посвящённый музыкой». «Вечерняя Москва»
6. Александр Новиков, музыкант: «Поварскую слышишь за версту…». Газета Москвичка от 13 июня 2008 года
7. «Осенний блюз в стиле Сантаны». Газета «Москвичка» от 20 октября 2008 года
8. Александр НОВИКОВ, музыкант: «Слабость, любовь, страсть — это всё саксофон». Газета «Москвичка» от 15 декабря 2008 года
9. «Халтурить перед зрителем — это не по-новиковски!» Газета «Москвичка» от 10 декабря 2008 года